# Paragould
Paragould är en stad (city) i Greene County i delstaten Arkansas i USA. Paragould är administrativ huvudort (county seat) i Greene County. 